# Włodzimierz Puchalski
Włodzimierz Puchalski (ur. 6 marca 1909 w Mostach Wielkich, zm. 19 stycznia 1979 na Wyspie Króla Jerzego) – polski agronom, przyrodnik, myśliwy, fotografik, reżyser filmów przyrodniczych.
Włodzimierz Puchalski jest autorem określenia bezkrwawe łowy, odnoszącego się do fotografowania przyrody.

## Życiorys

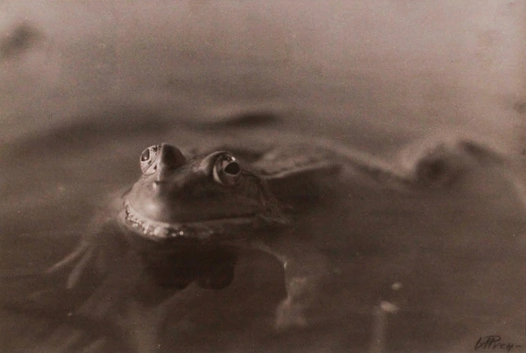
Włodzimierz Puchalski, Żaba, Kolekcja prywatna

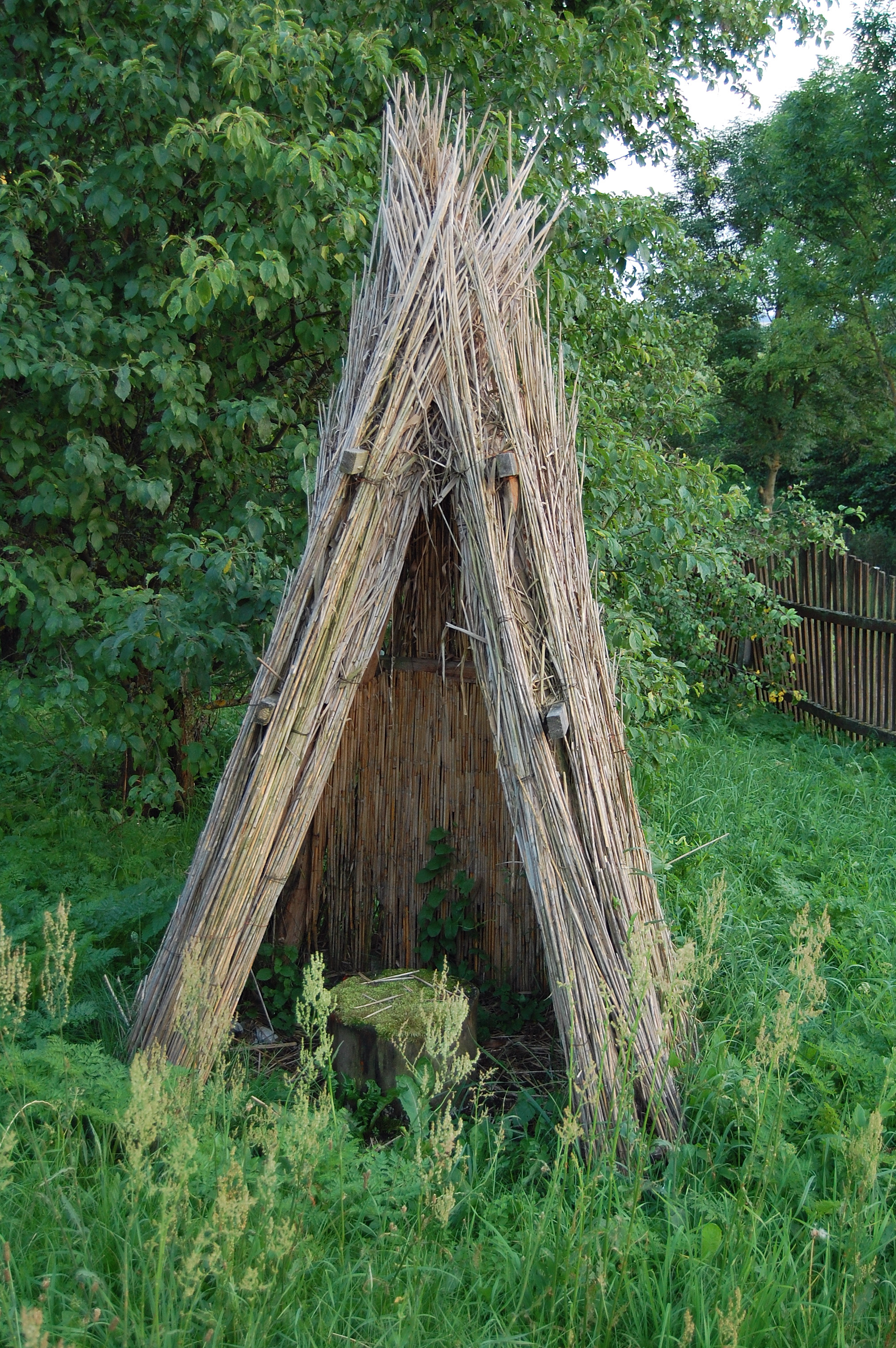
Model czatowni używanej przez Włodzimierza Puchalskiego

Pasję fotografowania rozwijał w rodzinnym domu. Jego ojciec Władysław (ur. 26 czerwca 1877, zm. ok. 1935), ziemianin, zawodowy oficer wojska, członek Lwowskiego Towarzystwa Fotograficznego uprawiał fotografię zwierząt i krajobrazu, a starszy brat Roman, fotografował górskie pejzaże. Mając 14 lat Włodzimierz otrzymał od dziadka Hieronima swój pierwszy mieszkowy aparat fotograficzny. Był daltonistą i chętniej wykonywał fotografie czarno-białe. Chociaż najbardziej znany jest z bezkrwawych łowów, od 13. roku życia był też myśliwym. Po ukończeniu szkoły średniej, w latach 1931–1932 odbywał służbę wojskową w Korpusie Kadetów nr 1 we Włodzimierzu Wołyńskim. W 1932 rozpoczął studia na Akademii Rolniczej w Dublanach na Wydziale Rolniczo-Leśnym, zakończone uzyskaniem dyplomu inżyniera agronoma. Na Politechnice Lwowskiej w 1931 roku powstało Technickie Koło Fotografów przy Towarzystwie Bratniej Pomocy Studentów Politechniki Lwowskiej utworzone dla mniej zaawansowanych fotografów i do tego Koła należał od 1932 roku Włodzimierz Puchalski.

### Lata 30. XX wieku
Od 1933 do 1936 współpracował z prof. Witoldem Romerem (wówczas inżynierem) przy Zakładzie Fotografii Politechniki Lwowskiej, ucząc się techniki filmowania. W latach 1937–1939 opublikował kilkaset przyrodniczych widokówek w Wydawnictwie Książnica Atlas. W 1936 zaprezentował pierwszą wystawę autorską o tematyce przyrodniczej i myśliwskiej. W 1937 zdobył Złoty Medal na Międzynarodowej Wystawie Łowieckiej w Berlinie za zdjęcie przedstawiające dzika w lesie. Swój pierwszy film przyrodniczy zatytułowany Bezkrwawe Łowy zaprezentował publicznie po raz pierwszy w 1939. W latach 1937–1939 był asystentem prof. Wodzickiego przy Zakładzie Anatomii Zwierząt i Histologii Szkoły Głównej Gospodarstwa Wiejskiego w Warszawie, gdzie opracował metodę posługiwania się filmami i przeźroczami w czasie wykładów uniwersyteckich. W tym czasie wyjeżdżał dwukrotnie jako polski delegat do największej europejskiej stacji ornitologicznej w Rossitten w Prusach Wschodnich. Stał się powszechnie znany. Wielokrotnie przyjmowany był przez prezydenta Mościckiego (m.in. w 1938 fotografował polowanie organizowane przez prezydenta, w którym uczestniczył Göring). Otrzymał również wiele zamówień na fotografię przyrodniczą od czasopism krajowych i zagranicznych.
W latach 1933–1938 czterokrotnie zdobył pierwszą nagrodę, raz drugą i raz piątą oraz otrzymał odznaczenia honorowe – żeton: trzy razy złoty, raz srebrny w konkursie fotograficznym „Łowca Polskiego”.
W 1939 czynnie uczestniczył w wojnie obronnej. W czasie II wojny światowej pracował jako leśniczy w Puszczy Sandomierskiej.

### Okres powojenny
Po zakończeniu wojny rozpoczął pracę w Katedrze Genetyki na Uniwersytecie Jagiellońskim. W 1946 organizował krakowski Instytut Filmowy.
W semestrze wiosennym 1946, jako pracownik Państwowego Instytutu Robót Ręcznych (PIRR), prowadził w Bielsku kurs nauki posługiwania się filmem, obsługi aparatów filmowych i sposobów filmowania rzeczy i zjawisk potrzebnych w naukach przyrodniczych. Każdy z uczestników miał możliwość samodzielnego nakręcenia filmu przez pięć minut. Kurs kończył się w lipcu 1946.
W 1949 na Zjeździe Filmowym w Wiśle, podsumowującym osiągnięcia kinematografii w pierwszych latach socjalistycznej Polski Ludowej po raz pierwszy użyto w stosunku do twórczości Puchalskiego określenia Puchalszczyzna, które miało mieć wydźwięk pejoratywny i w sposób lekceważący określać jego rzekomą formalistyczna postawę i solidaryzm narodowy. Współcześnie, określenie to stało się symbolem unikalnego i złożonego procesu twórczego, charakterystycznego dla pracy Puchalskiego.
W tym samym roku Puchalski rozpoczął pracę w Instytucie Zootechniki Uniwersytetu Jagiellońskiego, gdzie stworzył dział dokumentacji foto-filmowej zwierząt.
Od 1956 pracował w Wytwórni Filmów Oświatowych w Łodzi jako operator filmowy i reżyser.
W 1957 i 1958 wziął udział w dwóch arktycznych wyprawach na Spitsbergen. W 1976 przeszedł na emeryturę.
Zmarł 19 stycznia 1979 w Antarktyce podczas III wyprawy organizowanej przez Polską Akademię Nauk. Realizował wtedy zdjęcia w Polskiej Stacji Badawczej im. Arctowskiego na Wyspie Króla Jerzego. Tam też został pochowany. Ryszard Wyrzykowski z WFO zrealizował wtedy krótki materiał filmowy, dokumentujący przebieg pogrzebu. Grób Włodzimierza Puchalskiego został wpisany na listę obiektów historycznych Antarktyki pod numerem 51 (HSH No.51).
Bogate zbiory zdjęć Puchalskiego można podziwiać na zamku w Niepołomicach.

## Życie prywatne
Pierwszą żoną Włodzimierza była Izabela, córka Karola Czecza de Lindenwalda. Drugą Alana (ur. 1937 we Lwowie, zm. 2005 w Krakowie), córka dr. Branka Groo, z pochodzenia Chorwata, chirurga, w okresie okupacji lekarza Oddziałów Leśnych Armii Krajowej Okręgu Lwów, później wieloletniego więźnia radzieckich łagrów. Mieli jedną córkę, Annę Puchalską-Żelewską (1959–2021). Pasierbem Włodzimierza był prof. Tadeusz Chrzanowski.

## Filmy
- Na ptasiej wyspie (1947)[25]

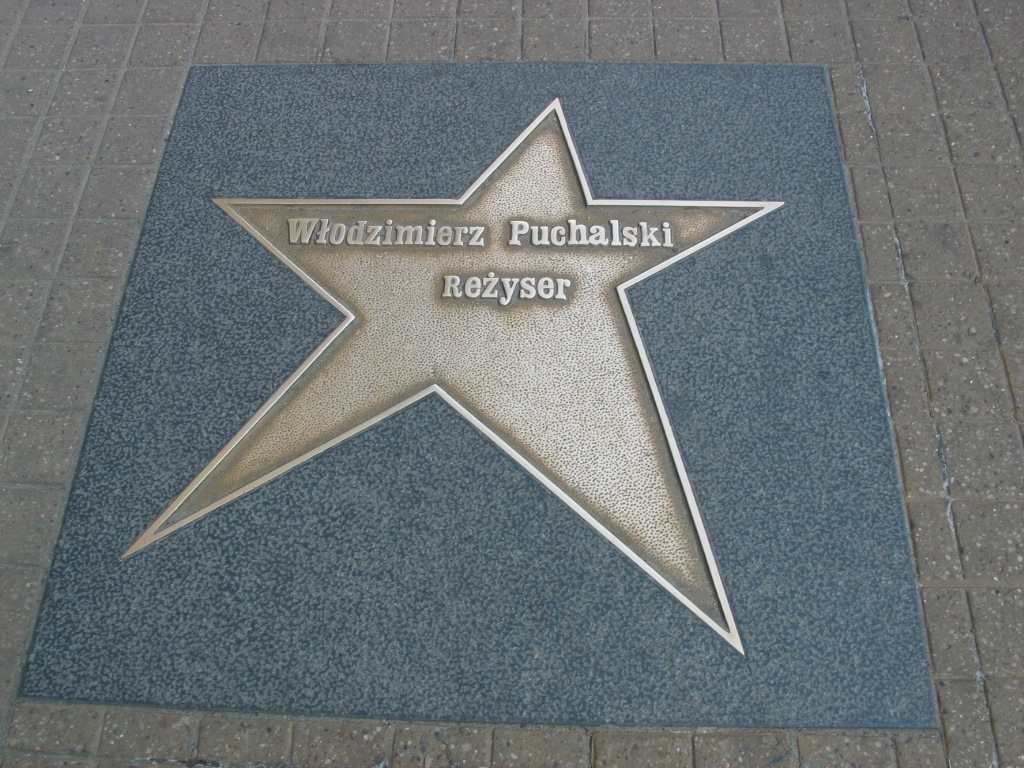
Gwiazda w łódzkiej Alei Gwiazd

- Zima w Puszczy Białowieskiej (1947)[25]
- Jeziora Mazurskie (1948)[25]
- Warmia i Mazury (1948)[25]
- Na śnieżnym szlaku Karkonoszy (1948)[25]
- Wykluwanie się i rozwój piskląt (1948)[25]
- Ziemia Kłodzka (1948)[25]
- Flora Tatr (1949)[25]
- Czaple (1950)[25]
- Kormorany (1950)[25]
- Łabędzie (1950)[25]
- U stóp Karkonoszy (1950)[25]
- Wiosna (1950)[25]
- Wyspa Wolin (1950)[25]
- Kujawy (1951)[25]
- Instynkt macierzyński ptaków (1954)[25]
- Skrzydlaci rycerze (1955)[25]
- Nietoperze (1956)[25]
- Łabędzie jezioro (1957)[25]
- Wśród gór i dolin Arktyki (1958)[25]
- W tundrach Arktyki (1959)[25]
- Śpiewające góry (1959)[25]
- Wyspa piór i puchu (1959)[25]
- Kwitnąca Arktyka (1959)[25]
- Zwierzęta naszych lasów (1963)[25]
- Żubry (1964)[25]
- Puszcza Białowieska (1964)[25]
- U brzegów Skandynawii (1965)[25]
- Rok myśliwego – Na tropach wielkich drapieżników, Wielkie łowy, Na rozlewiskach Biebrzy i Narwi, Toki. (1966)[25]
- Zima w lesie (1966)[25]
- Bażanty (1968)[25]
- W Krakowskim Ogrodzie Botanicznym (1968)[25]
- Prawidłowy wykot owiec (1970)[25]
- Wychów jagniąt (1970)[25]
- Nasze zwierzęta stepowe (1971)[25]
- Nasze gady i płazy (1972)[25]
- Smocze plemię (1972)[25]
- Przystosowanie ptaków do środowiska (1974)[25]
- Ptaki naszych wód (1974)[25]
- W krainie Czarnej Hańczy (1974)[25]
- Wśród łąk i wód (1974)[25]
- Egzotyczne ptaki w ZOO (1975)[25]
- Jedno z wielu... (1977)[25]
- Ptasie rodziny (1977)[25]
- Bąki, bączki, ślepowrony (1978)[25]
- Ptaki dziwaki (1978)[25]
- Lato na Wyspie Króla Jerzego (1979)[25]
- Przyrodnicze opowieści Włodzimierza Puchalskiego[26]:
  - W Arktyce (1978)
  - Moich sześć stepowych tchórzy (1978)
  - Łabędzie i ich sąsiedzi (1979)
  - Od żaby do krokodyla (1979)
  - Puszcza (1979)
- Pingwiny z Wyspy Króla Jerzego (1980)[25]
- Polska Stacja Antarktyczna (1980)[25]
- Przyroda antarktycznej wyspy (1980)[25]
- W Antarktyce (1980)[25]
- Na zimnym kontynencie (1985)[27]
- Motyle profesora Razowskiego (1987)[27]
- Trzy tematy Leszka Rózgi (1987)[27]
- Niedźwiedź z nadajnikiem (1988)[27]
- Profesor i gołębie (1988)[27]
- Świat zwierząt profesora Strojnego (1988)[27]
- Wiedzą sąsiedzi, gdzie suseł siedzi (1990)[27]

## Filmografia 1
- Puchalszczyzna – biograficzna opowieść filmowa według scenariusza i w reżyserii: Bożeny i Jana Walencików[28]. Motywem przewodnim filmu jest podróż na Wyspę Kormoranów[29], zwaną też Wysoki Ostrów na jeziorze Dobskim, miejsca, któremu Włodzimierz Puchalski poświęcił jeden z albumów Zielonej serii[29], Telewizja Polska – I Program, 1996.
- Świat Włodzimierza Puchalskiego – film dokumentalny Barbary Bartman-Czecz i Macieja Łukawskiego, Wytwórnia Filmów Oświatowych, 1980.

## Publikacje
- Bezkrwawe Łowy (1951, 1953, 1954), wznowienie z audiobookiem wyd. I 2012 i wyd. II 2014 ISBN 978-83-936241-3-3.
- Nekrvavé lovy (1954)
- Wyspa kormoranów (1954, 1957), wznowienie z audiobookiem wyd. I 2013 i wyd. II 2015 ISBN 978-83-936241-9-5.
- Ostrov kormoránů (1957)
- Wśród trzcin i wód (1955), wznowienie z audiobookiem 2014 ISBN 978-83-936241-5-7.
- W krainie łabędzia (1956), wznowienie z audiobookiem 2014 ISBN 978-83-936241-6-4.
- V kraji labuti (1958)
- Rok w puszczy (1960, 1961)
- Portrety zwierząt (1962)
- Animals through the lens (1965)
- Snĕžnou stopu (1965)
- W krainie łowów (1966, 1973)
- Mieszkańcy lasów (1967)
- Обитатели леса (1966, 1968)
- Tiere des Waldes (1969, 1972)
- W skrzydlatym świecie (1967)
- В мире крылатых (1967, 1968)
- Gefiederte Welt (1969, 1974)
- Gady i płazy (1967)
- Пресмыкающиеся (1967)
- В мире животных (1967, 1970)
- Zwierzęta z dalekich stron (1967, 1973)
- Tiere aus fernen Ländern (1969, 1971)
- Животные дальних стран (1967, 1968)
- Przyroda Arktyki (1968)
- Природа Арктики (1968)
- Przyroda Polski (1969)
- Природа Польши в фотографиях Влодимежа Пухальскиого (1969)
- Die Natur Polens in Fotografien von Wlodzimierz Puchalski (1970)
- Na rozlewiskach Biebrzy i Narwi (1972)
- Птицы дальих стран (1972)
- Хищиые птицы (1972)
- Puszcza (1975)
- In freier Wildbahn (1977, ISBN 3-7944-0089-5)
- Ptaki naszych pól, łąk i wód, wyd. I 1979 i wyd. II 1986 ISBN 83-09-00125-8.
- Trofea obiektywu (1981)
- W krainie Czarnej Hańczy, 1986 ISBN 83-217-2475-2.
- Włodzimierz Puchalski – film i fotografia, 1989 ISBN 83-0302601-1.
- Ostatnie bezkrwawe łowy, 1995 ISBN 83-85331-49-2

## Upamiętnienie

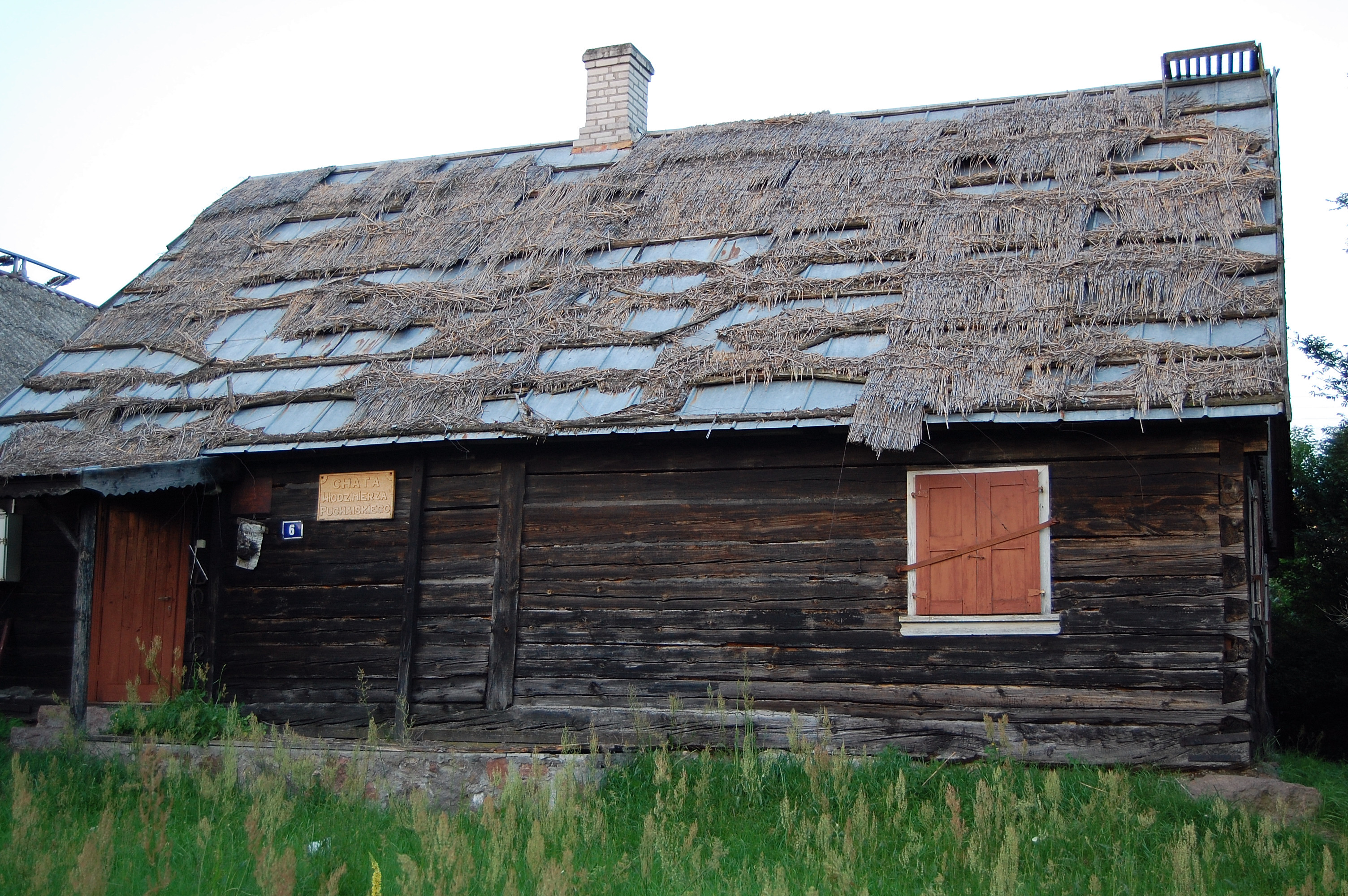
Chata Włodzimierza Puchalskiego w Morusach niedaleko Tykocina

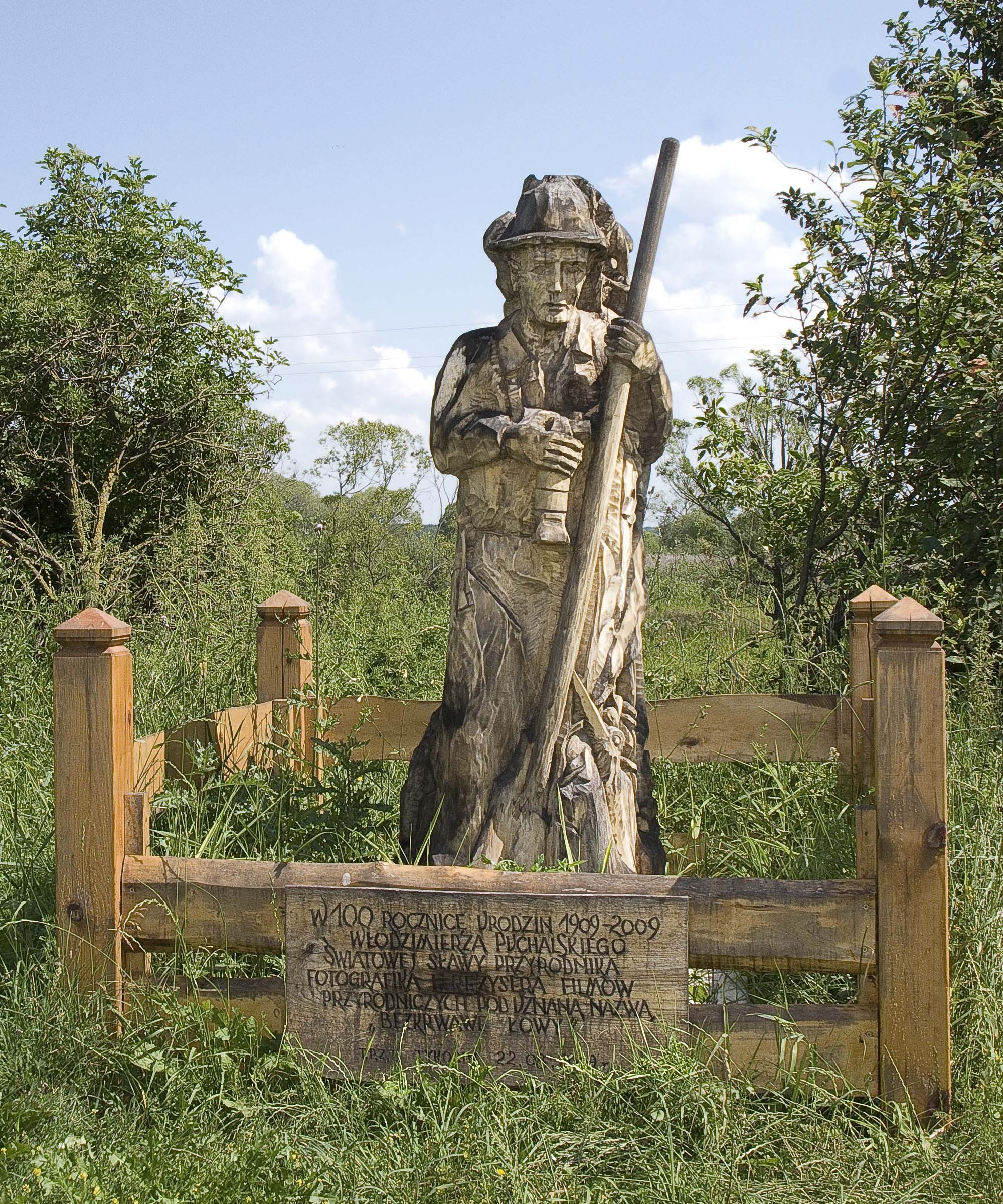
Rzeźba Włodzimierza Puchalskiego w Tykocinie